# Eunidia albopicta
Eunidia albopicta es una especie de escarabajo longicornio del género Eunidia, categorizada en la tribu Eunidiini, de la subfamilia Lamiinae. Fue descrita por Breuning en 1939.

## Descripción
Mide 5 mm de longitud.

## Distribución
Se distribuye por Tanzania.